# Perborato di sodio
Il perborato di sodio è un sale di sodio dell'acido borico coordinato con perossido di idrogeno.
A temperatura ambiente si presenta come un solido bianco inodore. È un composto irritante. Trova utilizzo come additivo nei detergenti sbiancanti, sebbene spesso si utilizzi al suo posto il percarbonato di sodio.
Il nome chimico del perborato di sodio è metaborato di sodio triidrato perossidato. Il metaborato, BO2- è l'anione dell'acido metaborico, HBO2, che si ottiene per disidratazione dell'acido borico H3BO3. Il numero di ossidazione del boro può essere solo +3, quindi la formula del perborato, o come sarebbe meglio chiamarlo metaborato di sodio, è NaBO2 · H2O2.